# Mölltorps kyrka
Mölltorps kyrka är en kyrkobyggnad i Mölltorps församling i Skara stift. Den ligger i Mölltorp vid Kyrksjöns södra strand i Karlsborgs kommun.

## Kyrkobyggnaden
Den medeltida stenkyrkan är en salkyrka i gotisk stil med rektangulär planform. Koret är av samma bredd som långhuset och har en rak avslutning. Norr om koret finns en tillbyggd sakristia. Kyrkans väggar är vitputsade och genombryts av höga, smala fönster. Alla gavelrösten är klädda med tjärade spån. Västra fasaden har ett litet tredelat fönster ovanför ingången. Långhuset täcks av ett sadeltak belagt med enkupigt lertegel. På takets västra hälft står en åttakantig takryttare med spetsigt torntak krönt med en flöjel. Takryttaren är klädd med spån.
Troligen uppfördes kyrkan under senare delen av 1200-talet. Sakristian i nordost tillkom troligen på 1400-talet. Sannolikt tillkom takryttaren på 1600-talet eftersom dess flöjel bär årtalet 1663. Under 1700-talet togs fönster upp i nord- och sydväggen och fick sin nuvarande storlek 1768. Västra portalen togs upp 1775. Vid en restaurering 1888 revs södra sidans vapenhus av trä och ersattes av ett nytt vapenhus av sten. 1934 installerades centralvärme med ett pannrum under sakristian. Fem år senare installerades elektricitet. Vid en restaurering 1938–1942 revs vapenhuset i söder. Västra portalen blev huvudingång och vapenhuset ersattes av en läktarunderbyggnad i kyrkorummets västra del. Vid samma restaurering insattes ett medeltida fönster ovanför västra ingången.
Kyrkorummet har ett platt innertak av trä som dekorerades 1744 av målarmästaren Johan Liedholm. Målningarna skildrar yttersta domen och liknelsen om den förlorade sonen. Vid samma tillfälle lät konstnären även dekorera läktarbröstet. Gränsen mellan kor och långhus markeras av ett korskrank som består av en båge som bärs upp av två "pyramider". Skranket med pyramider sattes upp 1704. Pyramiderna togs senare bort, troligen vid restaureringen 1888. Vid restaureringen 1942 togs pyramiderna ned från vinden och sattes upp igen. Samtidigt tillverkades nuvarande slutna bänkinredning för att passa in i kyrkorummets barockstil. Korfönstret har en glasmålning utförd 1919 av Yngve Lundström. Dess motiv är den gode herden. Vid en renovering i början av 1900-talet upptäcktes en relikgömma i altaret. Relikerna förvaras numera på Västergötlands museum.

## Inventarier
- Altaret av sandsten är från medeltiden. På dess södra sida finns en lucka och framtill utrymme för en relikgömma.
- Dopfunten av sandsten är från 1250-talet och har en cuppa med bladornament.
- Predikstolen i barockstil är från slutet av 1600-talet. På dess korg finns skulpturer av Petrus, Johannes, Jakob d.y. och Andreas.
- Altaruppsatsen i barockstil är från 1684 och bär givarnas vapen: Peder Stråhle av Sjöared samt Elisabet Krabbe.

### Orgel
- Nuvarande orgel är tillverkad av Smedmans Orgelbyggeri och kom till kyrkan 1990. Förra orgeln från samma firma var byggd 1923 i samband med att läktaren utvidgades.

### Klockor
I takryttaren hänger två klockor. 
- Storklockan är av en senmedeltida typ och saknar inskrift.[1]
- Lillklockan göts 1637.

## Kyrkogården
Kyrkogården avgränsas i alla väderstreck av kallmurar. Mot norr har kyrkogården utvidgats för att bereda plats för ett bårhus. Stigluckorna vid södra samt västra kyrkogårdsmuren nyuppfördes 1950 och 1952. Ursprungliga stigluckorna uppfördes 1693 och 1757, men revs 1907. Kyrkogårdens gravar ligger i rader med nord-sydlig inriktning. Många av gravarna är från senare delen av 1800-talet och flera av dessa har järnstaket.